# Béla Drahos
Dans le nom hongrois Drahos Béla, le nom de famille précède le prénom, mais cet article utilise l’ordre habituel en français Béla Drahos, où le prénom précède le nom.
Béla Drahos est un flûtiste et chef d'orchestre hongrois né le 14 avril 1955 à Kaposvár (Hongrie).

## Biographie

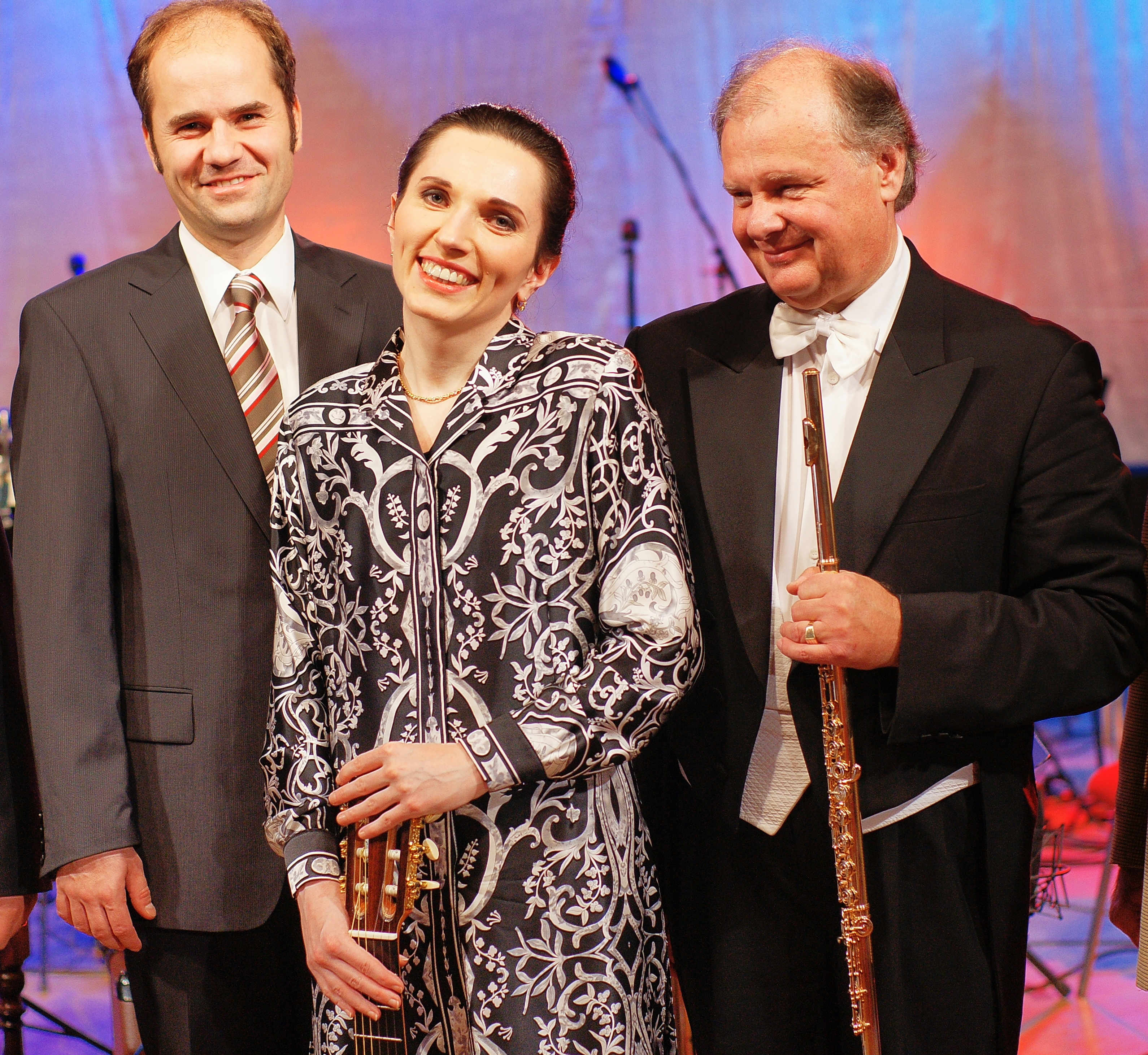
La guitariste autrichienne Johanna Beisteiner avec le compositeur hongrois Robert Gulya (gauche) et le chef d'orchestre et flûtiste hongrois Béla Drahos après un concert à Budapest le 24 octobre 2009.

Drahos commence à jouer de la flûte à l'âge de 8 ans. Dans sa jeunesse il remporte plusieurs prix dans des concours, comme le premier prix du concours international Concertino Prague. En 1992 il débute comme chef d'orchestre. Il travaille, entre autres, avec la guitariste autrichienne Johanna Beisteiner, le compositeur hongrois Robert Gulya et l'Orchestre symphonique de Budapest, où il est soliste de flûte. Il enregistre plusieurs disques compacts pour Naxos et Gramy Records.

## Discographie partielle
- 1992 : Bach, C.P.E.: Sonatas for Flute and Harpsichord, Wq. 83-87 (Naxos)
- 1996 : Beethoven : Symphony No.3 "Eroica"" and No.8
- 1998 : Vivaldi: Flute Concertos Vol. 1 (Naxos)
- 2000 : Vivaldi: Flute Concertos Vol .2 (Naxos)
- 2002 : Chill with Vivaldi (Naxos)
- 2003 : Belles belles belles (AZ)
- 2004 : Between Present and past (Gramy Records)
- 2005 : Flute Moments (Naxos)
- 2010 : Live in Budapest (Gramy Records). Exemples du Concert pour guitare et orchestre et du tango Le Milonguero et la Muse de Robert Gulya dans un concert en direct donné par Béla Drahos, Johanna Beisteiner et l’Orchestre Symphonique de Budapest.